# 维拉尔-杜帕拉伊苏
维拉尔-杜帕拉伊苏是葡萄牙波尔图区的一个堂区。总面积4.17平方公里，总人口13126人，人口密度3147.7人/平方公里。